# 2507 Bobone
A 2507 Bobone (ideiglenes jelöléssel 1976 WB1) a Naprendszer kisbolygóövében található aszteroida. A Félix Aguilar Obszervatóriumban fedezték fel 1976. november 18-án.